# Alpaida oliverioi
Alpaida oliverioi este o specie de păianjeni din genul Alpaida, familia Araneidae. A fost descrisă pentru prima dată de G.G. Soares și Camargo, 1948. Conform Catalogue of Life specia Alpaida oliverioi nu are subspecii cunoscute.